# Dewa ka Bas
Dewa ka Bas fou un estat tributari protegit, format per una thikana feudataria de Jaipur i regida per una branca de la dinastia kachhawa, del clan Nathawat. El fundador de la dinastia fou thakur Sahib Shri Gopal Singhji al segle XIX. Shiv Bax Singhji no va deixar fills i va adoptar com a successor (de fet només el títol) al seu nebot thakur Sahib Shri Jai Singhji.

## Llista de thakurs
- Thakur Sahib Shri Gopal Singhji
- Thakur Sahib Shri Durjan Sal Singhji (fill)
- Thakur Sahib Shri Shiv Bax Singhji (fill)